# Kaasiku
Kaasiku este o arie protejată (arie specială de conservare — SAC, sit de importanță comunitară — SCI) din Estonia întinsă pe o suprafață de 3,8 ha, integral pe uscat.

## Localizare
Centrul sitului Kaasiku este situat la coordonatele 58°42′28″N 26°11′10″E / 58.7079°N 26.1862°E.

## Înființare
Situl Kaasiku a fost declarat sit de importanță comunitară în aprilie 2004 pentru a proteja un număr necunoscut de specii din flora spontană și fauna sălbatică aflate în arealul zonei. Situl a fost protejat și ca arie specială de conservare în martie 2005.

## Biodiversitate
Situată în ecoregiunea boreală, aria protejată conține 1 habitat natural: Pajiști din zone de pădure fino-scandinave.
La baza desemnării sitului se află un număr nedeclarat de specii protejate.